# Single Large Expensive Disk

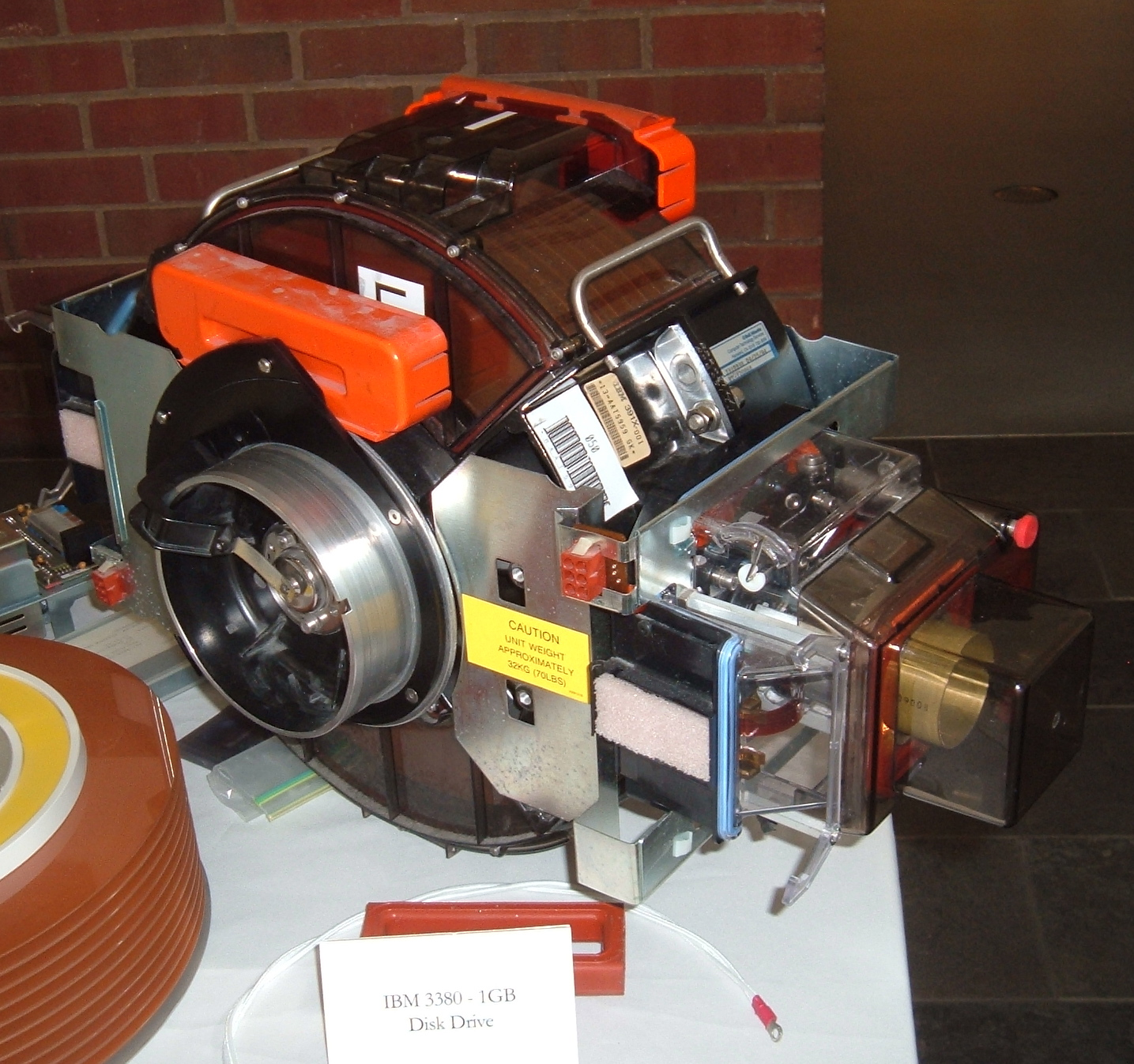
SLED: Laufwerksmodul einer IBM 3380

Single Large Expensive Disk (engl.: einzelne große teure Platte) ist eine Bezeichnung für die von Mitte der 1950er Jahre bis in die 90er z. B. bei Großrechnern üblichen Datenspeicherlösungen, aus einzelnen, aus heutiger Sicht vergleichsweise großformatigen und teuren Festplatten. Dagegen steht das Ende der 80er aufgekommene RAID-Konzept, in dem mehrere günstige, kleinformatige Platten in einem flexiblen und Redundanz-gesicherten Verbund zusammenarbeiten.